# Hôtel de Sévigné
L’hôtel de Sévigné est un édifice de la commune de Vitré, dans le département d’Ille-et-Vilaine en région Bretagne.

## Localisation
Il se trouve à l'est du département et dans le centre-ville historique de Vitré. Il se situe entre la rue Borderie (façade principale, côté sud et côté jardin) et la rue Sévigné.
Il se trouvait au niveau de l’enceinte des remparts de Vitré, au niveau de la tour de Sévigné.

## Historique
Le hôtel particulier date du XVIIIe siècle.
Il a été construit par la famille Hay des Nétumières  en 1750 au niveau des fortifications sud, sur la maison de la tour de Sévigné, propriété de Madame de Sévigné.
Il est inscrit au titre des monuments historiques depuis le 19 décembre 1997,.